# Poecilimon affinis
Poecilimon affinis är en insektsart som först beskrevs av Frivaldsky 1867.  Poecilimon affinis ingår i släktet Poecilimon och familjen vårtbitare.

## Underarter
Arten delas in i följande underarter:
- P. a. serbicus
- P. a. affinis
- P. a. hajlensis
- P. a. komareki
- P. a. medimontanus
- P. a. rilensis
- P. a. rumijae
- P. a. ruenensis